# نقد ذاتي
يتضمن النقد الذاتي كيفية تقييم الفرد لنفسه، عادة ما يدرس ويناقش في علم النفس على أنه سمة شخصية سلبية يعاني فيها الشخص من اضطراب الهوية الذاتية. يأتي في مقابل النقد الذاتي الشخص الذي يمتلك هوية ذاتية متماسكة وشاملة وإيجابية بشكل عام. غالبًا ما يرتبط النقد الذاتي باضطراب الاكتئاب الشديد. يعرّف بعض المنظرين النقد الذاتي بأنه علامة على نوع معين من الاكتئاب (الاكتئاب الاستبدادي)، وبشكل عام يميل الأشخاص المصابون بالاكتئاب إلى انتقاد الذات أكثر من غير المصابين. أحد أسباب تركيز البحوث العلمية على النقد الذاتي هو ارتباطه بالاكتئاب.

## نظرية الشخصية
اقترح سيدني بلات نظرية الشخصية التي تركز على النقد الذاتي والتبعية. تعتبر نظريته مهمة لأنها تقيم أبعاد الشخصية من حيث صلتها بعلم نفس الأمراض والعلاج. بحسب بلات، فإن خصائص الشخصية تؤثر على تجربتنا في الاكتئاب، وكذلك تفاعلاتنا الشخصية وهويتنا الذاتية، وافترض أن الشخصية يمكن فهمها من منظور بُعدين متميزين - العلاقة بين الأشخاص وتعريف الذات. هذان البعدان لا يمثلان خصائص الشخصية فحسب، بل هما نتاج عملية تنموية مدى الحياة. يؤدي الاضطراب في تعريف الذات أو الهوية إلى نقد الذات، ويؤدي الاضطراب في الترابط إلى التبعية. وجد زوروف (2016) أن النقد الذاتي أظهر الاستقرار عبر الزمن بصفته سمة شخصية وحالة داخلية، وهذه النتيجة مهمة لأنها تدعم حقيقة أن النقد الذاتي يمكن قياسه بنفس طريقة قياس سمات الشخصية الأخرى.
على غرار بُعدَي الشخصية لبلات، يُعرِّف آرون بيك (1983) التبعية الاجتماعية والحكم الذاتي بأنهما بعدين للشخصية ذات الصلة بالاكتئاب. يشير الحكم الذاتي إلى مدى اعتماد الشخص على «استقلاليته وقدرته على التنقل وحقوقه الشخصية وتعزيزها». بالإضافة إلى ذلك، ينطوي النقد الذاتي على تحميل الشخص لنفسه المسؤولية عن أي إخفاقات سابقة أو حالية. الشخص الذي ينتقد ذاته ينسب الأحداث السلبية لقصور في شخصيته أو أدائه. عادة ما تكون الخصائص الشخصية التي يصفها بيك على أنها انتقادية للذات سلبية بالنسبة للشخص الذي يمر بها.
رُبِط النقد الذاتي باعتباره صفة شخصية بالعديد من الآثار السلبية. في دراسة لفحص الاختلافات السلوكية بين أنواع الشخصيات، وجد مونجراين (1998) أن منتقدي الذات عانوا من تأثير سلبي كبير، ولم يحصلوا على دعم كاف من الآخرين، كما أن طلباتهم للحصول على دعم كانت قليلة.

## التطوير
بالنظر إلى أن النقد الذاتي يُنظر إليه عادةً على أنه سمة شخصية سلبية، فمن المهم ملاحظة كيف يطور بعض الأشخاص مثل هذه السمة. كما وصفته نظريات الشخصية أعلاه، غالبًا ما يمثل النقد الذاتي اضطرابًا في بعض السمات. يمكن أن يكون هذا الاضطراب متجذرًا في تجربة طفولة الشخص. تبين أن الأطفال الذين نشؤوا لدى أبوين يستخدمان ممارسات تقييدية ورافضة لديهم مستويات أعلى من النقد الذاتي في سن الثانية عشر. في هذه الدراسة نفسها، أظهرت النساء مستويات ثابتة من النقد الذاتي من سن الثانية عشرة حتى سن الرشد، في حين أن الرجال لم يفعلوا ذلك. تظهر هذه النتائج أن أسلوب الأبوة والأمومة يمكن أن يؤثر على تطور سمة النقد الذاتي، وقد تستمر هذه التأثيرات حتى سن الرشد. وجدت دراسة أخرى أن النساء اللاتي ينتقدن أنفسهن بشدة ذكرن أن آبائهن كانوا يهيمنون ويسيطرون بشكل صارم، ولم يعبرن عن عاطفتهن بشكل منسجم ومتناسق.
قد تكون إساءة معاملة الأطفال المرتبطة بتطور الاكتئاب عاملًا خطرًا معززًا للنقد الذاتي في المستقبل. الأمهات اللاتي أبلغن عن تعرضهن لسوء المعاملة في مرحلة الطفولة يعتبرن أنفسهن أمهات أقل فعالية وتأثيرًا. أظهر تحليل عامل أن تصور المرء بأنه أقل كفاءة من الآخرين كان متبوعًا بنقد ذاتي، إلى جانب تأثيرات أخرى مثل الاكتئاب. يوضح هذا البحث أن النقد الذاتي على وجه الخصوص يلعب دورًا مهمًا في العلاقة بين سوء معاملة الأطفال وفعالية الأم. في دراسة تقييم إساءة معاملة الأطفال وإيذاء النفس وجد جلاسمان وآخرون (2007) أن النقد الذاتي على وجه التحديد كان وسيطًا للعلاقة بين سوء المعاملة وإيذاء النفس، وتعد هذه النتيجة مهمة لأنها تظهر أن النقد الذاتي قد يلعب دورًا في التسبب في إيذاء النفس. يمكن أن يساعد فهم أصول النقد الذاتي في سوء المعاملة في منع مثل هذه السلوكيات. بالنظر إلى هذا البحث، يبدو جليًا أن النقد الذاتي يلعب دورًا في الآثار الدائمة لسوء معاملة الأطفال. لذلك، يمكن أن يدعم تقييم النقد الذاتي في منع سوء المعاملة وكذلك علاج أولئك الذين تعرضوا لها المزيد من البحث في هذا المجال.

## الآثار المترتبة على علم النفس المرضي
يعتبر النقد الذاتي جانبًا مهمًا من جوانب الشخصية والتطور، ولكنه مهم أيضًا من حيث ما تعنيه هذه السمة لعلم النفس المرضي. وصف معظم المنظرين أعلاه النقد الذاتي على أنه خاصية غير قابلة للتكيف ولا تقدم تحسنًا على الوضع، لذلك ليس من المستغرب أن يجد العديد من الباحثين أنها مرتبطة بالاكتئاب.

### عامل خطر للاكتئاب
يرتبط النقد الذاتي بالعديد من المتغيرات السلبية الأخرى. في إحدى الحالات، كانت الاختلافات في النقد الذاتي باعتباره سمة شخصية مرتبطة بالاختلافات في الدعم الواضح، والتأثير السلبي، وأهداف الصورة الذاتية، والنقد الذاتي الصريح. إن كل هذه الخصائص متعلقة بالاكتئاب، وتكشف أن النقد الذاتي يؤثر عليه. كما ذكر أعلاه، وضع بلات نظرية مفادها أن الأشخاص الذين ينتقدون أنفسهم بشكل أكبر ويركزون على مخاوف الإنجاز كانوا أكثر عرضة للإصابة بنوع معين من الاكتئاب، والذي أسماه بالاكتئاب الداخلي. بالإضافة إلى حقيقة أن العديد من منظري الشخصية صنفوا النقد الذاتي على أنه نوع معين من الاكتئاب، فقد ثبت بالفعل أنه عامل خطر للإصابة به.
هناك عدد كبير من الأبحاث لتقييم ما إذا كانت بعض السمات الشخصية خصوصًا النقد الذاتي يمكن أن تؤدي إلى الاكتئاب. في إحدى الدراسات، كان النقد الذاتي عاملًا هامًا للاكتئاب لدى طلاب الطب، الذين يمرون بضغط شديد أثناء وبعد ارتيادهم للكلية.

## في السياسة
في بعض الأنظمة الشيوعية، أعضاء الحزب المهمين الذين يحسبون كنخبة سياسية وقيادية يتم إجبارهم على خوض جلسات النقد الذاتي، لكي يقوموا ببيان أخطائهم الإيديولوجية التي ارتكبوها مؤكدين على سيرهم على مبادئ الحزب. بالرغم من ذلك النقد الذاتي لا يضمن رد الاعتبار للفرد وغالبا ما تم طرد الخاضعين له من الحزب وفي بعض الأحيان تم إعدامهم.

## في الفلسفة
عنصر مهم من عناصر التفكير الناقد. ومعظم الناس ينظرون بعين الاعتبار بانه طريقة سليمة ومهمة للتعليم، ولكن النقد الذاتي القسري أو المفرط يودي بنتائج سلبية.
النقد الذاتي: ينطلق من ذات الناقد درن أن يستند إلى أسس فهو يعد نفسه حراً". ولايطمح الناقد إلى تشكيل نظرة متكاملة عن النص، بل يجمع ملاحظات عشوائية بحجة الحفاظ على جدة الانطباع الذاتي، ولا يأخذ الناقد الذاتي في حسبانه إلا قارئا واحدا هو الناقد نفسه، لذا فهو يعبر عادة عن ذات الناقد بألفاظ أنيقة وأسلوب ظريف يعتمد على المفارقات.
مثال:
حينما علق طه حسين على المقدمة التي وضعت لديوان الشاعر المصري حافظ إبراهيم، التي وصفت شعره بأنه ظرف الحكمة ومسرح الخيال ومغني الفصاحة وجذر البلاغة ووعاء الحقيقة، فقال طه حسين: إن كنت قد فهمت من هذا الكلام شيئا فأنت موفق سعيد، أما أنا فلا أرى فيه إلا ثرثرة وتكرارا، كلام موصوف ولفظ مصفوف لا مزية له إلا أنه منتقى مختار.